# Portul popular românesc din Transilvania
Portul popular românesc îndeplinește caracteristici asemănătoare cu cel al popoarelor din Peninsula Balcanică, diferențele fiind cele de amănunte decorative și colorit. Pe parcursul anilor structura și componentele costumului popular românesc și-au păstrat nealterate caracteristicile esențiale. Confecționarea costumului popular românesc a pornit de  la materii prime produse în gospodăriile țăranilor dar a evoluat odată cu trecerea timpului. Portul popular are aceeași structură pe tot teritoriul țării dar se deosebește de la o regiune la alta prin amănunte cum ar fi croiul, forma.

## Portul popular în Ardeal, județul Bistrița-Năsăud
În Ardeal, județul Bistrița-Năsăud, purtatul straielor populare în zilele de sărbătoare este o adevărată tradiție și se practică de la cel mai mic, la cel mai mare. Costumul popular are o vechime de peste 100 de ani, de cele mai multe ori lăsat moștenire, din generație în generație. Portul popular femeiesc este alcătuit din: năframă, cămașă brodată cu motive populare, brâu, poale, pânzături, pieptar și opinci din piele de bou sau porc tăbăcită. Costumul bărbătesc e mai simplu, compus dintr-o cămașă lungă, pantaloni lungi strâmți și sunt confecționați din material țesut în casă pe țesătoare. Peste cămașă bărbații își pun un brâu țesut manual sau un chimir de piele.

## Confecționarea portului popular
Confecționarea unui astfel de costum presupune o muncă de câteva luni de zile, de la țesutul pânzăturilor , brâurilor, cioarecilor până la brodatul cămășii. Țesutul este o îndeletnicire ce presupune pricepere, îndemânare si măiestrie. Tehnica de lucru a pânzăturilor țesute permite ca femeile să-și folosească propria imaginație și inventivitate. Astfel, pe parcursul anilor, se remarcă o evoluție de la țesutul în două sau mai multe ițe la o mare varietate de tehnici pentru obținerea motivelor decorative ca de exemplu cele geometrice, florale, zoomorfe sau avomorfe. „Culorile folosite în broderii sunt: roșu, negru, galben, albastru, fire de aur și argint". Cioarecii sunt confecționați din pănură albă pentru anotimpurile friguroase și din pânză în anotimpurile calde și sunt strânși pe picior după care se încalță opincile. Opincile sunt făcute din piele de vită sau porc tăbăcită, încrețite lateral, terminate la vârf cu un gurgui, prinse mai apoi pe picior cu ață de lână, în nojițe sau cu curele din piele. Pieptarul prezintă împletituri de meșină în nuanțe de roșu dar și de "sirom" - piele subțire colorată de lână sau mătase neagră. Îmbrăcatul costumului popular de sărbătoare cu încrețitul poalelor, aranjatul pânzăturilor, încălțarea opincilor presupune un proces ce ajunge să dureze chiar câteva ore. A avea un astfel de costum reprezintă o adevărată bogăție atât sufletească cât și materială. Costumul popular autentic de pe Valea Ilvelor, Județul Bistrița-Năsăud, spre exemplu, are un preț cuprins între 500 de lei cel pentru copii și depășește 4000 de lei la cel pentru adult în funcție de vechime, broderie și model.